# Udrycze-Wola
Udrycze-Wola – wieś w Polsce położona w województwie lubelskim, w powiecie zamojskim, w gminie Stary Zamość.
| SIMC    | Nazwa    | Rodzaj    |
| ------- | -------- | --------- |
| 0899294 | Ciepłe   | część wsi |
| 0899331 | Osiczyna | część wsi |

W latach 1975–1998 miejscowość należała administracyjnie do województwa zamojskiego.
Wieś jest sołectwem w gminie Stary Zamość. Według Narodowego Spisu Powszechnego z roku 2011 wieś liczyła 441 mieszkańców.
Wieś jest siedzibą rzymskokatolickiej parafii św. Antoniego Padewskiego w Udryczach.